# Josh Mathews
Josh Mathews, eigentlich Joshua A. Lomberger (* 25. November 1980 in Sea Isle City, New Jersey), ist ein US-amerikanischer Journalist und Wrestling-Moderator. Er trat auch schon als Wrestler und Ringsprecher auf. Zurzeit steht er bei Global Force Wrestling unter Vertrag, vorher war er bei World Wrestling Entertainment (WWE) aktiv.

## Leben
Joshua „Josh“ Lomberger startete seine Karriere als Kandidat bei WWE Tough Enough, wo er Drittplatzierter nach Maven und Nidia wurde. Als Wrestler versuchte er sich danach in einigen Independent-Ligen, insbesondere bei Jimmy Harts Xcitement Wrestling Federation.
Schließlich wurde er 2002 von WWE unter Vertrag genommen. Dort nahm er den Namen Josh Mathews an. Seinen ersten Auftritt hatte er als Backstage-Interviewer bei Smackdown und als Sprecher bei WWE Velocity. Außerdem war er Nachfolger des Moderators Kevin Kelly bei der Radioshow Byte This. Anschließend hatte er einige Rubriken auf der offiziellen Website der WWE und war Moderator bei WWE Afterburn.
2004 hatte er Auftritte als Wrestler bei Smackdown, nachdem ihn John „Bradshaw“ Layfield (JBL) ohrfeigte, als er nicht genug Respekt vor seinem Schützling Orlando Jordan zeigte. So fehdete er zusammen mit Booker T gegen Orlando Jordan und JBL. Dabei hatte er einen Auftritt bei der Survivor Series 2004, bei der er versuchte Booker T zu helfen.
Er war anschließend häufig Moderator bei WWE Heat und war Gastgeber bei den verschiedenen WWE-Pay-Per-View-Pre-Shows. Außerdem ersetzte er Todd Grisham bei WWE Raw, während dieser für die ECW-Shows zuständig war. Im Präsidentschaftswahlkampf 2008 trat er zusammen mit Candice Michelle als offizieller Repräsentant der WWE bei den Nominierungsparteitagen auf. Damit sollten WWE-Fans als Wähler mobilisiert werden.
Ab dem 7. April 2009 wurde er neuer ECW-Moderator, nachdem Tazz WWE verließ. Sein Partner war Matt Striker. Nach der Schließung der ECW übernahm er bei NXT die Moderatorenrolle. Am 10. Dezember 2009 wechselte er zu WWE Smackdown und wurde durch William Regal ersetzt.
2010 übernahm er die Moderation einiger WWE-Raw-Shows, da Jerry Lawler wieder als Wrestler antrat. Unter anderem durfte er WrestleMania XXVII moderieren. Anschließend wurde er der offizielle Sprecher des „Anonymous Raw General Managers“ in einer Storyline um die Leitung des Brands. 2011 wurde er mit Matt Striker Moderator von WWE Superstars und von 2012 bis 2013 bei Saturday Morning Slam. Am 25. Juni 2014 wurde er von WWE entlassen.

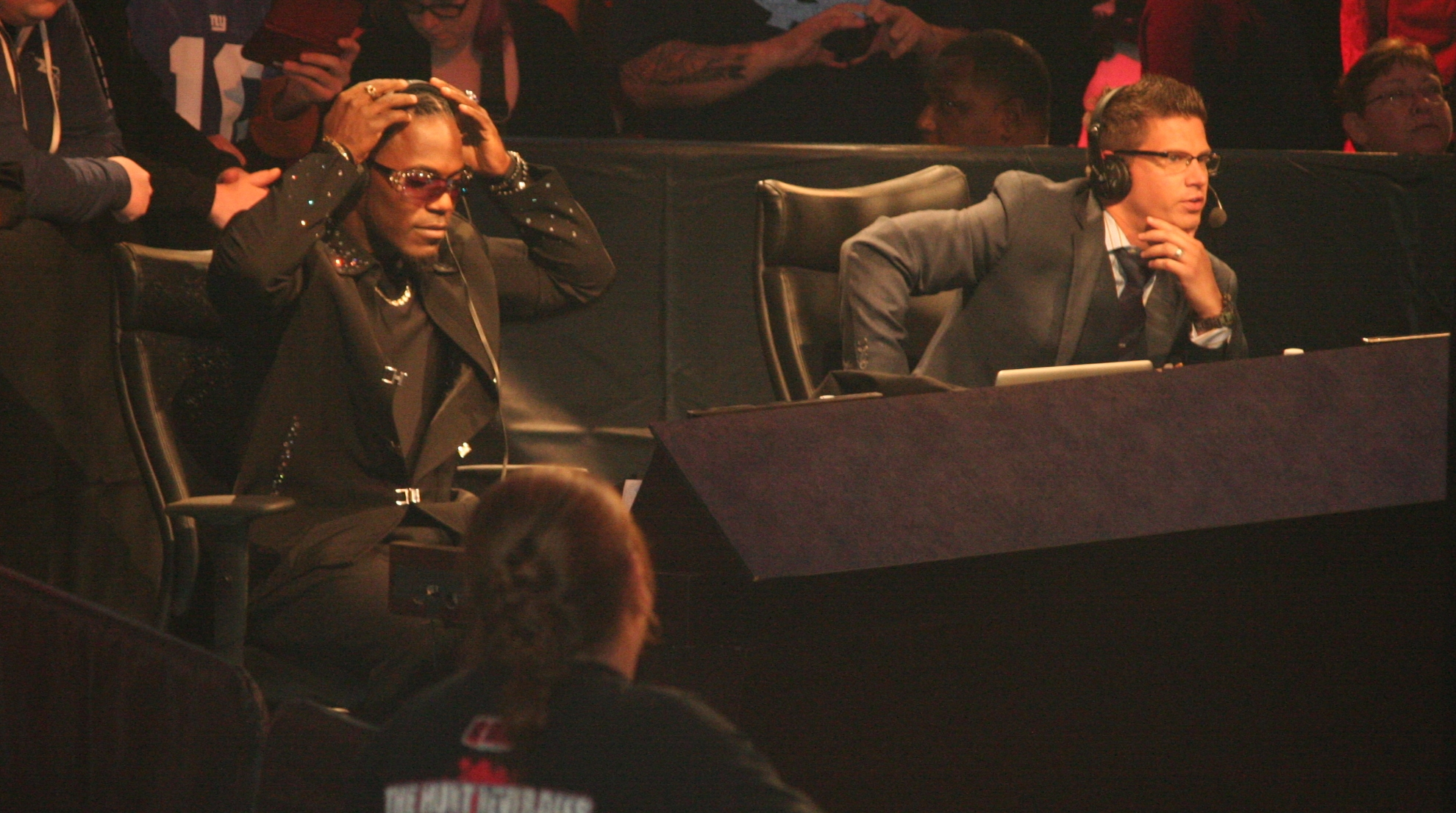
Mathews (rechts) mit D’Angelo Dinero beim Pay-per-View Bound for Glory

Dezember 2015 begann er als Moderator bei Total Nonstop Action Wrestling und wurde Hauptmoderator der wöchentlichen Show Impact Wrestling, zunächst mit Taz, dann mit D’Angelo Dinero. Zunächst als Face-Moderator wurde er 2017 zum Heel-Moderator und trat bei Slammiversary XV auch wieder als Wrestler an.

## Privatleben
Lomberger war kurze Zeit mit seiner Kollegin Rue DeBona verheiratet. 2015 heiratete er Ashley Simmons, besser bekannt unter ihrem Ringnamen Madison Rayne.